# Ranch

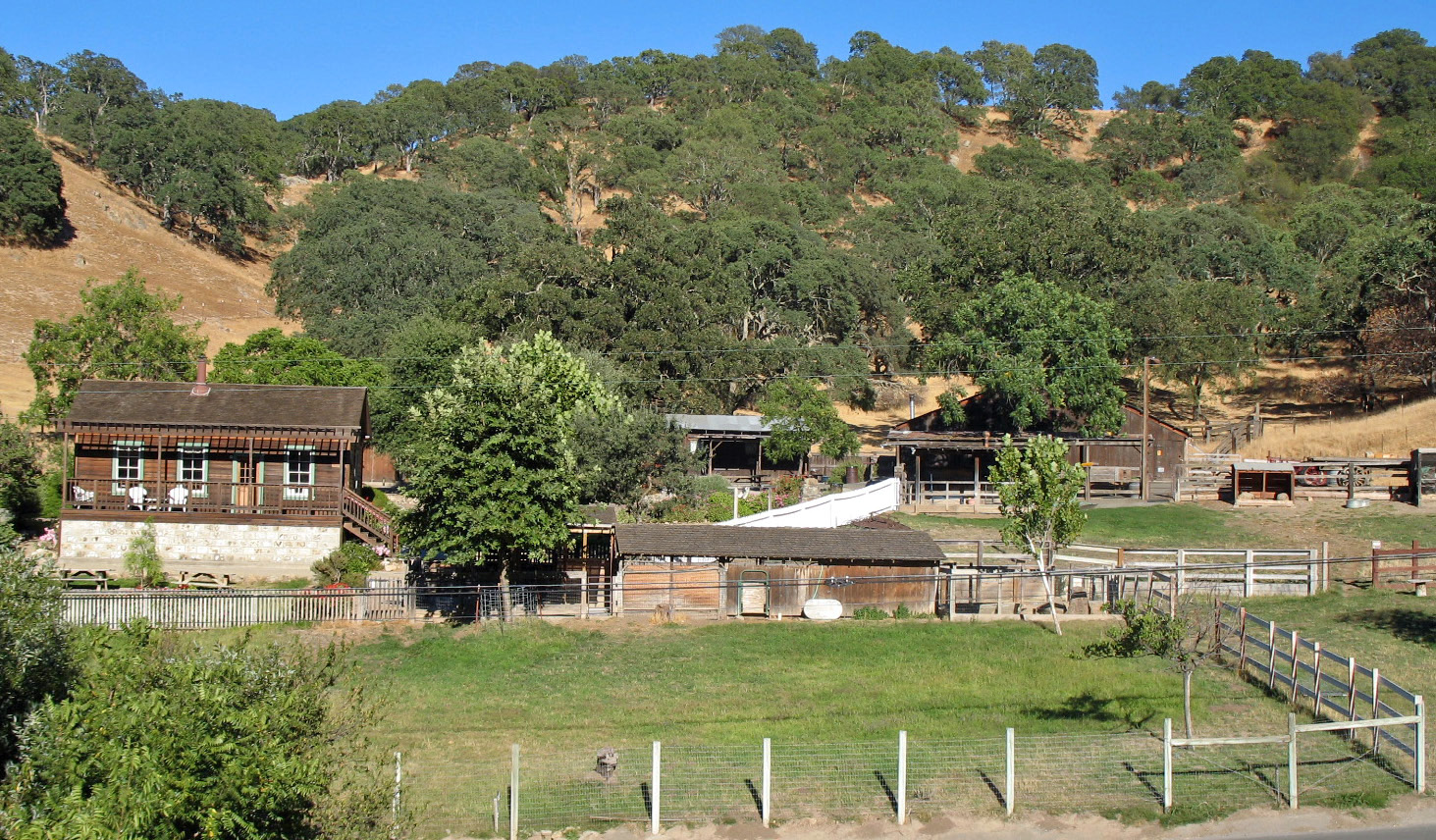
Old Borges Ranch, California.

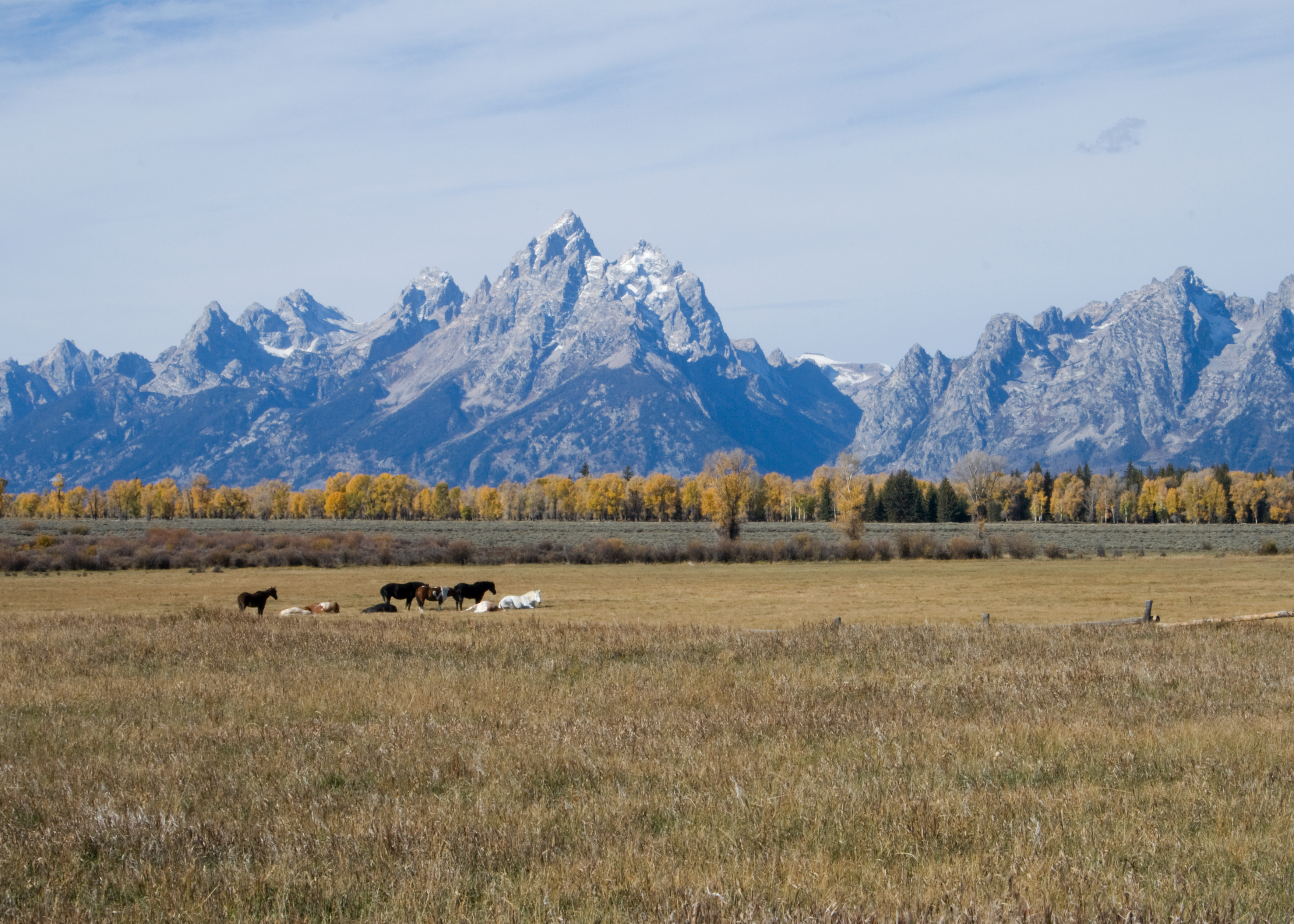
Un allevamento estensivo, con i Monti Teton sullo sfondo.

Ranch è un termine della lingua inglese (derivato dallo spagnolo rancho e questo dal francese antico ranger, il quale significa "alloggiamento militare") che viene utilizzato per indicare insediamenti di tipo agricolo-rurale, più o meno vasti, situati all'interno di una proprietà terriera.
Venne utilizzato per la prima volta dagli abitanti dell'America spagnola. Molto diffusi ai tempi del far west erano (e lo sono tuttora) formati da varie strutture: la casa del proprietario, gli alloggi dei cowboy (coloro che accudivano animali quali bovini, ovini e suini) al centro e varie stalle per gli animali.

## Storia

### Il medioevo e le origini
Durante la Reconquista, i membri della nobiltà spagnola e vari ordini militari ricevettero grandi concessioni di terra che il Regno di Castiglia aveva conquistato dai Mori, questi proprietari terrieri dovevano difendere le loro terre e ingaggiavano quindi dei mandriani. Nel processo è stato scoperto che l'allevamento all'aperto di ovini e bovini (con il sistema Mesta) era l'uso più adatto per vasti tratti, in particolare nelle parti della Spagna ora conosciute come Castiglia-La Mancia, Estremadura e Andalusia.

### L'arrivo degli spagnoli in Nord America
I Conquistadores arrivarono nelle Americhe nel XVI secolo, seguiti dai coloni che portarono con sé il loro bestiame e le loro tecniche di allevamento. Enormi concessioni di terre da parte del governo spagnolo (e successivamente messicano), parte del sistema hacienda, hanno permesso a un gran numero di animali di vagare liberamente su vaste aree. Si svilupparono una serie di tradizioni diverse, spesso legate alla forma originale in Spagna da cui ebbe origine un insediamento. Ad esempio, molte delle tradizioni dei charros di Jalisco nel Messico centrale provengono dai charros di Salamanca, in Castiglia e León. La tradizione vaquero del Messico settentrionale era più variegata, poiché era il risultato dei contatti tra l'élite spagnola e le popolazioni native e meticce.
L'allevamento di bestiame fiorì nella Florida spagnola durante il XVII secolo.

### Diffusione e sviluppo negli Stati Uniti

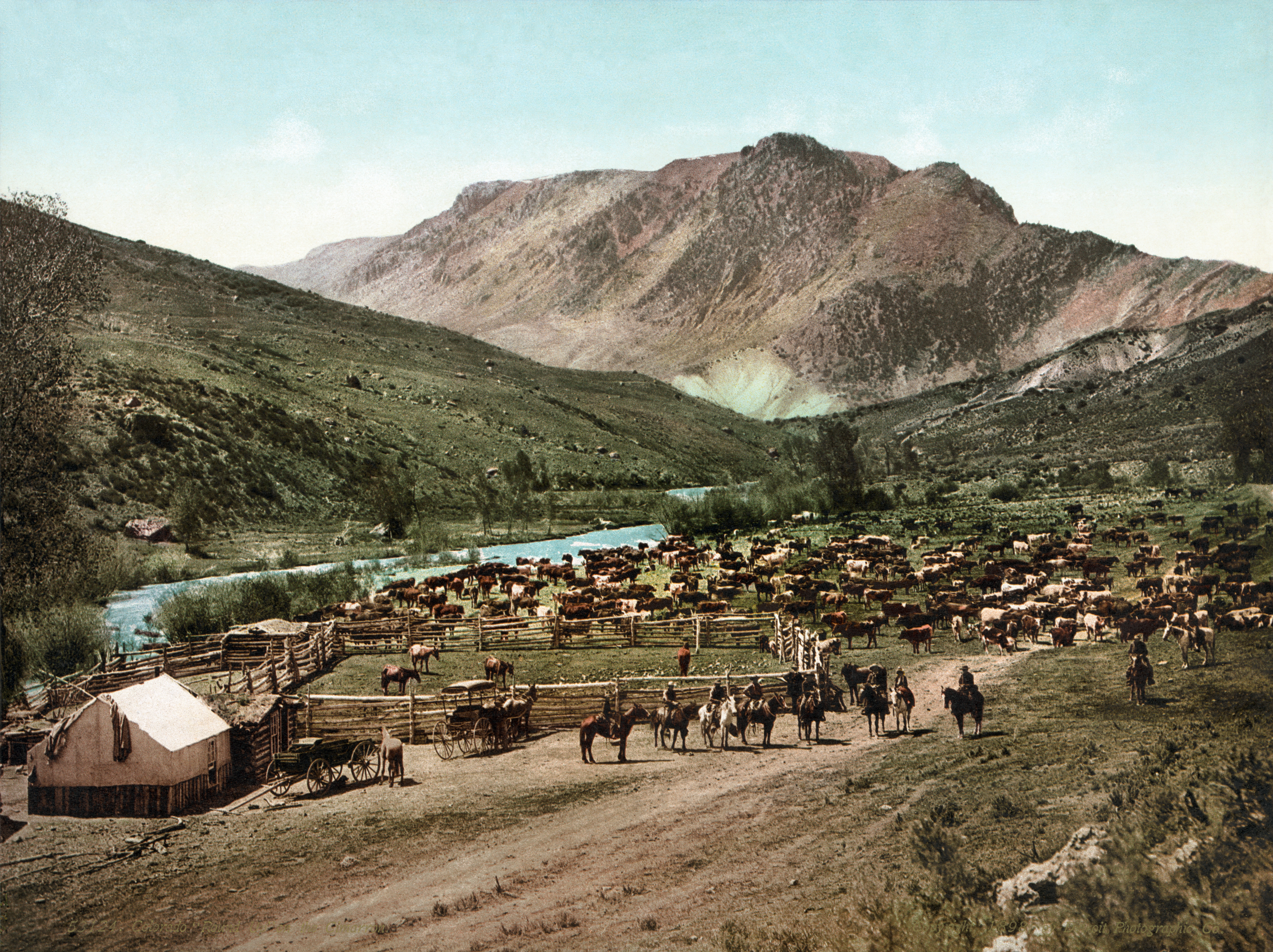
Fotocromia del 1898 di un ranch nelle vicinanze di Cimarron.

Quando i coloni degli Stati Uniti si spostarono verso ovest, portarono razze bovine sviluppate sulla costa orientale e in Europa insieme a loro, e adattarono la loro gestione alle terre più aride dell'ovest prendendo in prestito elementi chiave della cultura spagnola.
Tuttavia, c'erano già allevamenti di bovini sulla costa orientale: Deep Hollow Ranch, 180 km a est di New York, a Montauk, sostiene di essere il primo ranch degli Stati Uniti, avendo operato ininterrottamente dal 1658. Il ranch dichiara di avere il più antico allevamento di bovini in quelli che oggi sono gli Stati Uniti, nonostante il bestiame fosse stato allevato nell'area da quando i coloni europei acquistarono terreni dagli indiani dell'area nel 1643. Sebbene ci fosse un numero considerevole di bestiame a Long Island, così come la necessità di allevarli da e verso i pascoli comuni su base stagionale, gli allevatori di bestiame vivevano in case costruite sui pascoli e il bestiame era contrassegnato per identificazione, piuttosto che essere marchiati. Le uniche effettive transumanze tenute a Long Island consistevano in una nel 1776, quando il bestiame dell'isola fu spostato nel tentativo fallito di impedire di essere catturato dagli inglesi durante la rivoluzione americana e negli anni '30, quando il bestiame della zona veniva portato lungo la Montauk Highway fino a pascolare vicino al Deep Hollow Ranch.
Le praterie e le terre desertiche di quello che oggi sono il Messico e gli Stati Uniti occidentali erano adatti al pascolo "all'aperto". I capi di bestiame venivano semplicemente liberati in primavera dopo la nascita dei loro piccoli e autorizzati a vagare con poca supervisione e senza recinzioni, quindi arrotondati in autunno, con gli animali maturi portati al mercato mentre il bestiame da riproduzione veniva riportato alla sede del ranch per una maggiore protezione durante l'inverno. L'uso della marchiatura del bestiame ha permesso di identificare e smistare il bestiame di proprietà di diversi allevatori. Cominciando con l'insediamento del Texas nel 1840 e l'espansione sia a nord che a ovest da quel momento, attraverso la guerra civile e negli anni 1880, l'attività economica occidentale era dominata dall'allevamento.
Insieme agli allevatori è arrivata la necessità di colture agricole per nutrire sia gli uomini che il bestiame, e quindi anche molti agricoltori vennero ad ovest insieme agli allevatori, quindi molte operazioni furono "diversificate", con attività sia di allevamento che di agricoltura. Con l'Homestead Act del 1862, più coloni vennero a ovest per creare fattorie. Ciò creò alcuni conflitti, poiché un numero crescente di agricoltori aveva bisogno di recintare i campi per evitare che bovini e ovini mangiassero i loro raccolti. Il filo spinato, inventato nel 1874, si fece gradualmente strada nella recinzione di terreni di proprietà privata, specialmente per le fattorie. Ciò causò una certa riduzione di pascoli nelle Grandi Pianure.

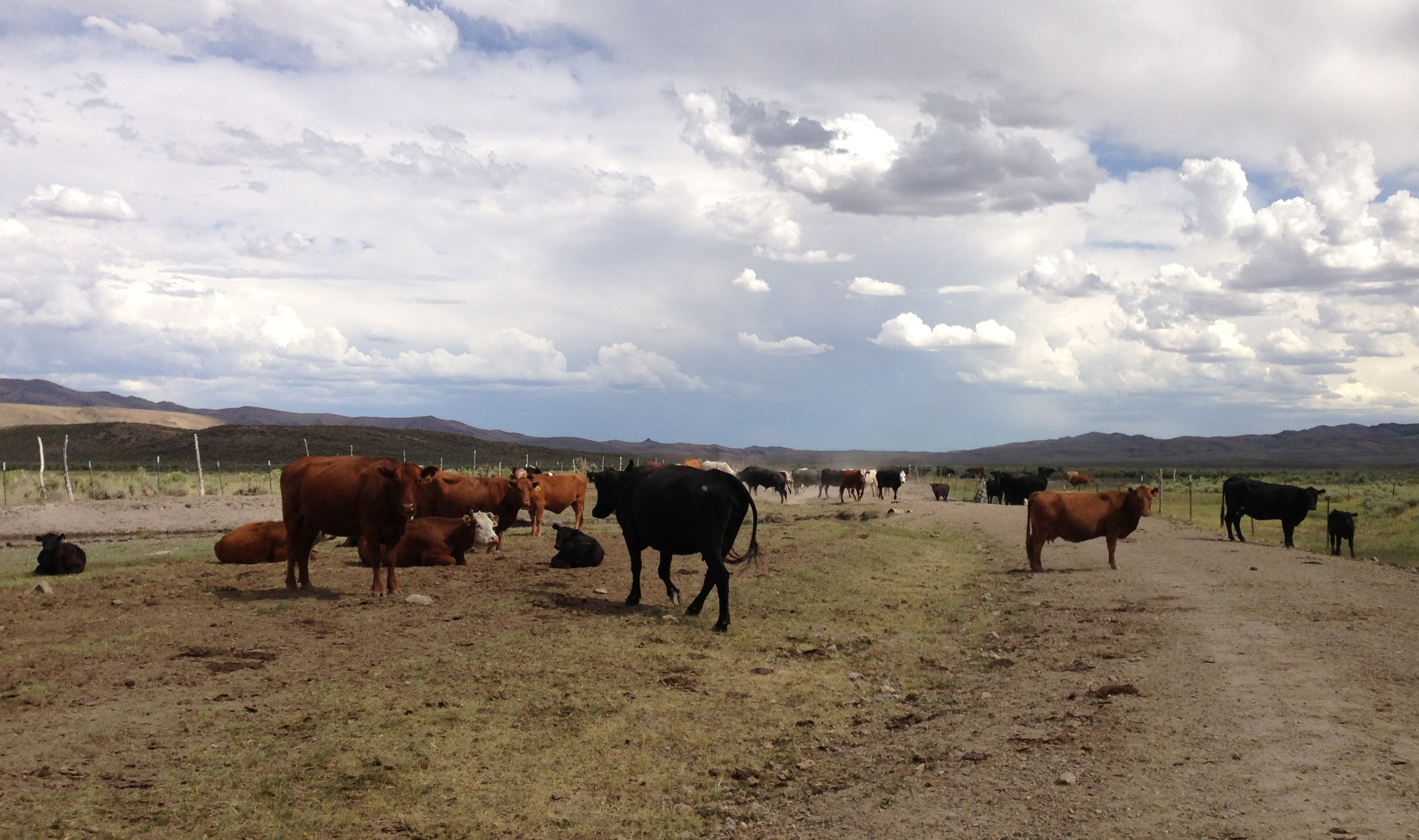
Bestiame nelle vicinanze del fiume Bruneau nella Contea di Elko, Nevada.

La fine dei pascoli all'aperto non fu determinata dalla riduzione della terra dovuta all'agricoltura, ma da un pascolo eccessivo. Il bestiame allevato all'aperto creò un conflitto dei beni comuni poiché ogni allevatore cercava un maggiore vantaggio economico pascolando più animali su terreni pubblici che nessuno possedeva. Tuttavia, essendo una specie non autoctona, i modelli di pascolo di un numero sempre crescente di bovini hanno ridotto lentamente la qualità del pascolo, nonostante il massacro simultaneo di bisonti americani che si verificò.

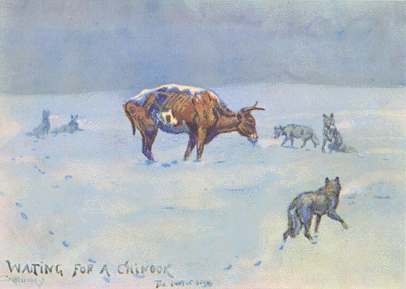
Il rigido inverno del 1886–87 pose fine ai pascoli all'aperto. Waiting for a Chinook, di C.M. Russell.

L'inverno 1886-1887 fu uno dei più rigidi mai registrati e il bestiame che era già stressato dalla riduzione del pascolo venne decimato. Molte grandi aziende di bestiame fallirono e altre subirono gravi perdite finanziarie. Così, dopo questo periodo, gli allevatori iniziarono a recintare le loro terre e negoziarono contratti di locazione per il pascolo individuale con il governo americano in modo che potessero mantenere un migliore controllo dei pascoli a disposizione dei propri animali.
L'allevamento nelle Hawaii si è sviluppato indipendentemente da quello negli Stati Uniti continentali. Nel 1792 il capitano George Vancouver portò diversi capi di bestiame al re hawaiano Pai'ea Kamehameha e all'inizio del XIX secolo essi si erano moltiplicati considerevolmente, al punto che stavano seminando il caos in tutta la campagna. Intorno al 1812, John Parker, un marinaio che aveva abbandonato il mare e si era stabilito nelle isole, ricevette il permesso da Kamehameha per catturare il bestiame selvatico e sviluppare un'industria della carne bovina.
Lo stile di allevamento hawaiano originariamente includeva la cattura dei bovini selvatici per poi guidarli in fosse scavate nel suolo della foresta. Una volta domati un po' dalla fame e dalla sete, venivano trascinati fuori su una rampa, e legati con le corna tra loro e portati in aree recintate. L'industria crebbe lentamente sotto il regno del figlio, Kamehameha II. Quando il figlio di quest'ultimo, Kamehameha III, visitò la California, che allora faceva ancora parte del Messico, rimase impressionato dall'abilità dei vaqueros messicani. Nel 1832 ne invitò diversi alle Hawaii per insegnare al popolo hawaiano come lavorare con il bestiame.
Ancora oggi, la tradizionale sella hawaiana e molti altri strumenti del commercio dell'allevamento hanno un aspetto decisamente ispanico e molte famiglie di allevatori hawaiani portano ancora i cognomi dei vaqueros che si trasferirono alle Hawaii.

## Attività tipiche

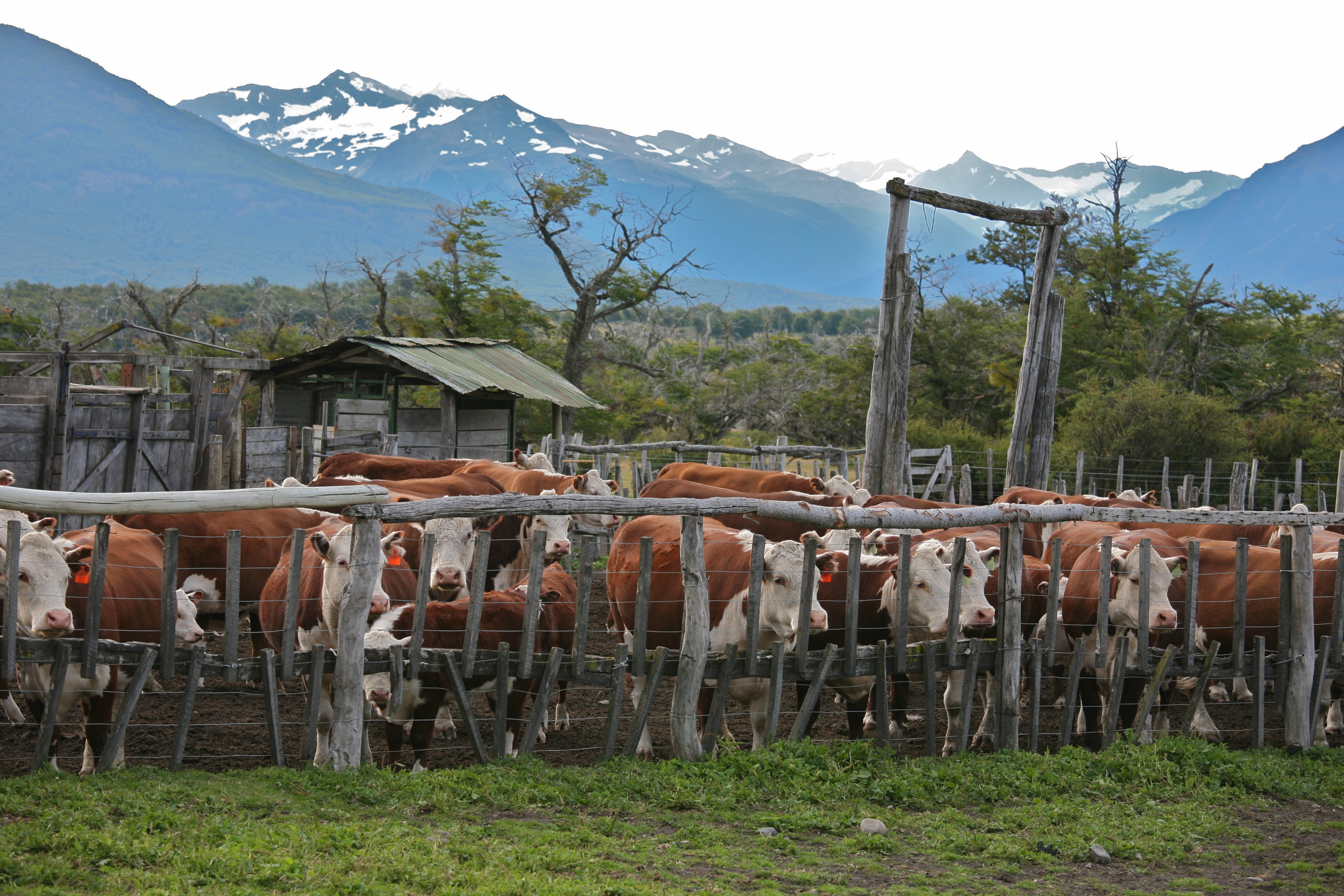
Aike Ranch, El Calafate, Colorado.

La persona che possiede e gestisce l'attività di un ranch viene solitamente chiamata allevatore. Se questa persona responsabile della gestione generale è un dipendente del proprietario effettivo, viene utilizzato il termine caposquadra. Questa persona è di solito il proprietario, anche se in alcuni casi, in particolare in caso di proprietario assente, è il manager del ranch.
Le persone che sono dipendenti dell'allevatore e coinvolte nella gestione del bestiame sono chiamate in diversi termini, tra cui cow hand, ranch hand e cowboy. Le persone coinvolte esclusivamente nella gestione dei cavalli sono talvolta chiamate wrangler.

## Diffusione nel mondo

### America del sud
In Argentina, i ranch sono conosciuti come estancias, e in Brasile, sono chiamati fazendas. In gran parte del Sud America, inclusi Ecuador e Colombia, si utilizza il termine hacienda. "Ranchero" o "Rancho" sono anche termini generici utilizzati nel resto dell'America Latina.
Nel periodo coloniale, le pampas erano spesso adatte all'allevamento e lì si sviluppò una tradizione che era in gran parte parallela a quella del Messico e degli Stati Uniti. La cultura gaucho di Argentina, Brasile e Uruguay sono tra le tradizioni di allevamento di bestiame nate durante questo periodo. Tuttavia, nel XX secolo, l'allevamento di bestiame si è espanso anche in aree meno adatte del Pantanal. In particolare in Brasile, il XX secolo ha segnato la rapida crescita di deforestazione, poiché le terre di foresta pluviale vennero eliminate con il metodo del taglia e brucia che consentiva all'erba di crescere per il pascolo, ma che ha anche portato all'esaurimento del terreno nel giro di pochi anni. Molti popoli indigeni della foresta pluviale da allora si opposero a questa forma di allevamento di bestiame e protestarono contro il fatto che la foresta venisse bruciata per avviare operazioni di pascolo e fattorie. Questo conflitto è ancora in corso nella regione oggi.

### Australia
In Australia, i terreni agricoli equivalenti sono noti come Cattle station. I neozelandesi usano anche il termine "runs".
I più grandi allevamenti di bestiame del mondo si trovano nei pascoli aridi dell'Australia, nell'entroterra. I dipendenti sono conosciuti come stockmen, jackaroos e ringers piuttosto che come cowboys. Alcune stazioni di bestiame australiane sono più grandi di 10.000 km², con la più grande stazione di Anna Creek che misura 23.677 km² di superficie (circa otto volte il più grande ranch degli Stati Uniti). Anna Creek è di proprietà della S Kidman & Co.

### Spagna
In Spagna, dove si possono rintracciare le origini del ranch, ci sono delle ganaderías che operano sui terreni, dove vengono allevati i tori da combattimento. Tuttavia, il concetto di "ranch" non è visto in modo significativo nel resto dell'Europa occidentale, dove la superficie di terreni è inferiore e le piogge sufficienti consentono l'allevamento di bestiame in haciendas molto più piccole.

### Stati Uniti d'America
I maggiori ranch si trovano in Texas, altri lungo il Mississippi e nelle pianure degli Stati Uniti d'America.
A partire dagli anni venti hanno iniziato a diffondersi in California, a Los Angeles, utilizzati soprattutto come set cinematografici per film western. Questi prendono il nome di movie ranch.

### Sudafrica
In Sudafrica, le grandi aziende agricole simili sono conosciute semplicemente come fattorie e occasionalmente ranch nell'inglese sudafricano o plaas in afrikaans.